# Коцюмака Ігор Олександрович
І́гор Олекса́ндрович Коцюма́ка (нар. 12 березня 1995) — український футболіст, лівий захисник «Кривбасу», граючий на правах оренди за  СК "Полтава".

## Життєпис
Ігор Коцюмака народився 12 березня 1995 року. У ДЮФЛУ до 2010 року захищав кольори криворізького «Кривбаса», а з 2010 по 2012 рік — дніпропетровського «Дніпра». Загалом у ДЮФЛУ провів 59 матчів (забив 13 м'ячів).[джерело?]
У другому півріччі 2012 року зіграв 14 матчів у першості дублерів у складі «Дніпра». Із 2013 по 2015 рік виступав за друголігову стрийську «Скалу», у складі якої зіграв 38 поєдинків та забив 1 м'яч. Весняну частину сезону 2015/16 провів в іншому друголіговому клубі, рівненському «Вересі», у складі якого зіграв лише 3 поєдинки.
У середині червня 2016 року підписав контракт із дебютантом Першої ліги петрівським «Інгульцем». У новій команді дебютував 24 липня 2016 року в матчі першого туру з «Полтавою»: Ігор з'явився у стартовому складі петрівчан та відіграв увесь поєдинок, але полтавці здобули перемогу з рахунком 2:1. Загалом провів за команду 28 ігор у Першій лізі та ще 4 гри у Кубку України, також грав зав резервну команду у другій лізі.
В липні 2019 року був відданий в оренду в друголіговий «Гірник» (Кривий Ріг), де провів наступний сезон. Влітку 2020 року на базі «Гірника» був відновлений клуб «Кривбас», у першу заявку якого був включений і Коцюмака.